# Wijnmuur Wezemaal

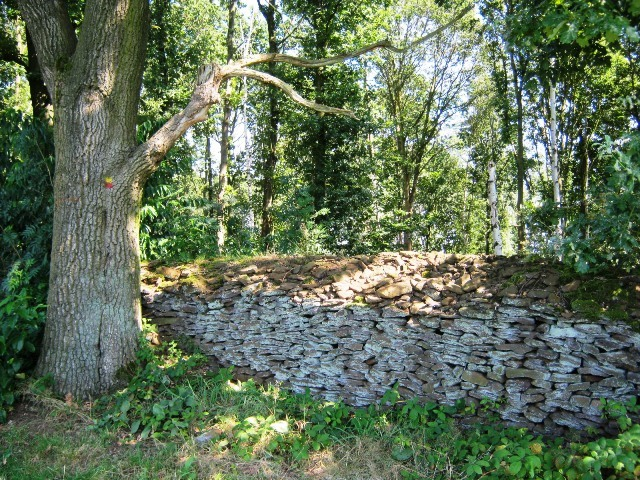
Wezemaal - Wijnmuur

Wijnmuur Wezemaal is een stapelmuur bestaande uit Diestiaanse ijzerzandsteen. De wijnmuur is 1,7 meter dik of breed, maximaal 2 meter hoog en was ooit 1546 meter lang en is gelegen op de Wijngaardberg in de Belgische plaats Wezemaal.
Wijnmuren zijn in Vlaanderen zeldzaam. Deze wijnmuur werd opgetrokken uit brokken lokaal gewonnen ijzerzandsteen.

## Geschiedenis
De muur werd tussen 1815 en 1835 gebouwd, bij de exploitatie van een wijngaard van 32 hectare ter plaatse. Deze wijngaard kwam tot stand vanaf 1814 en zou toen de meest noordelijke wijngaard van Europa zijn geweest. Deze had ook een politieke betekenis. In 1829 bracht koning Willem I een bezoek aan deze wijngaard om daarmee de onafhankelijkheid (van het toenmalige Verenigd Koninkrijk der Nederlanden) van Frankrijk te onderstrepen. 
De wijnmuur werd voor het eerst vermeld in 1825-1826, toen er sprake was van de construction et réparation d'une partie du mur du vignoble.
Er is onduidelijkheid over het doel van de Wijnmuur. Verschillende opties zijn gangbaar, zoals de bescherming van de wijnranken op de bergflank tegen de noordenwind of was het een manier om brokken ijzerzandsteen uit de bodem van de boomgaarden aan de kant te leggen? Een andere mogelijkheid is dat de muur de wijngaard moest afschermen van wild en andere dieren uit het omliggende bos.
Omstreeks 1845 kwam aan de wijnbouw al weer een einde. De politieke betekenis speelde na de Belgische onafhankelijkheid (1830) geen rol meer en de opkomst van de spoorwegen maakte het transport van wijnen uit Frankrijk relatief goedkoop. In 1852 werd de wijnberg verkocht aan een rentenier die de voormalige wijngaarden liet beplanten met naaldhout.

### Verval en poging tot bescherming
De eerste vraag tot bescherming van de Wijngaardberg komt van de Fédération touristique de la province de Brabant. Verenigingen vroegen de overheid regelmatig om beschermende maatregelen te treffen. Op 7 april 1942 werd er een beschermingsaanvraag gericht aan de voorzitter van de Koninklijke Commissie voor Monumenten en Landschappen, baron Edmond Carton de Wiart (1876-1959). Daarin werd geklaagd over de respectloze houding van de bevolking die de Wijnmuur ontmantelde voor bouwmaterialen. In 1943 evalueerde kanunnik prof. dr. Lemaire (1878-1954) de waarde van de Wijnmuur. Hij vermoedde dat de muur ouder was dan later is gebleken, maar vond het bijzondere bouwwerk zonder meer beschermenswaardig. Op 8 augustus 1943 liet Directeur-Generaal prof. dr. Jozef Muls (1882-1961) de beschermingsprocedure opstarten. Ze raakte echter niet rond voor de bevrijding in 1944 en bloedde dood.
Een nieuwe poging had meer succes en leidde op 9 maart 1995 tot de herkenning als beschermd monument. Tevens is het een vastgesteld bouwkundig erfgoed sinds 8 oktober 2021.

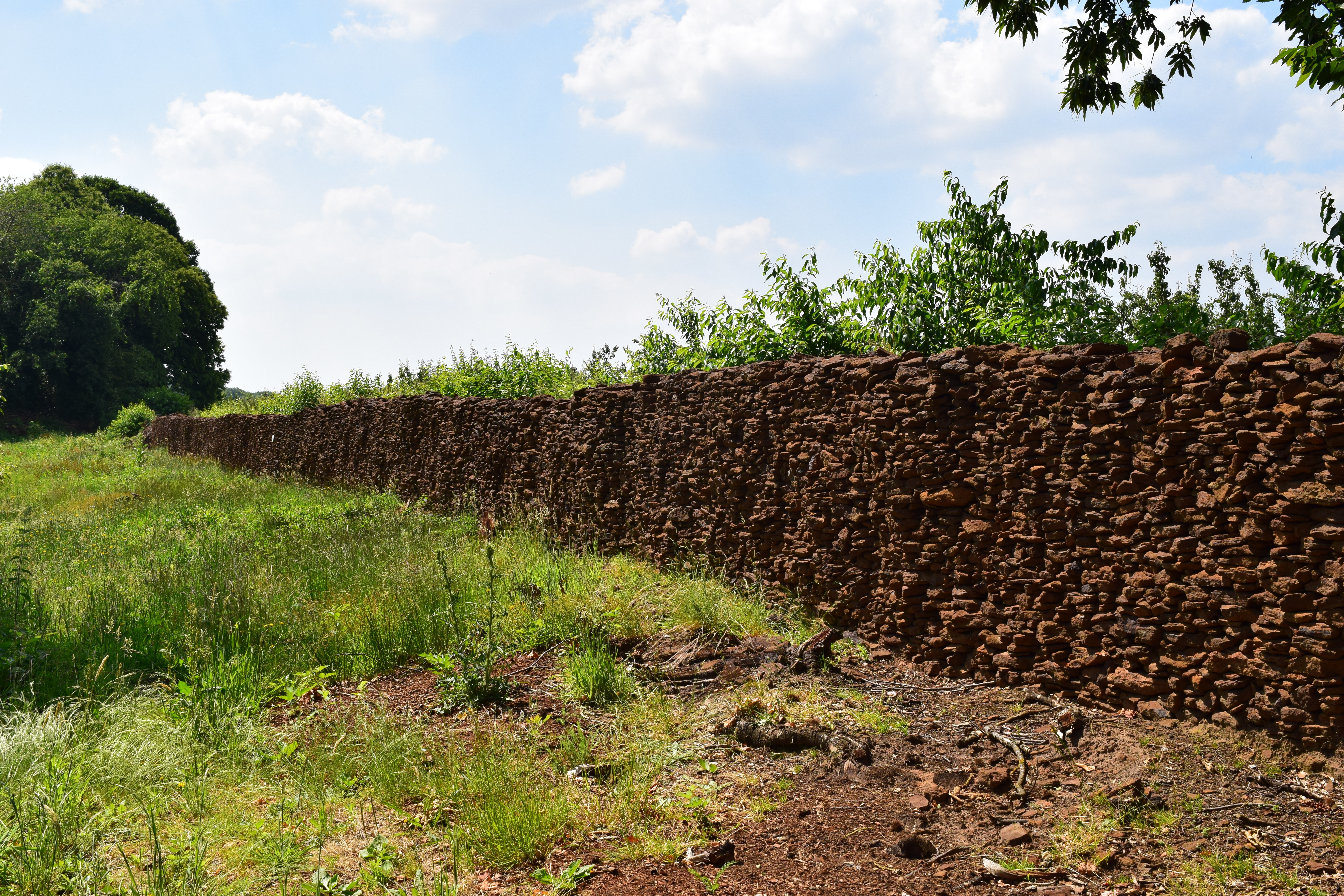
Wijnmuur na herstel

### Herstel
Van 2016 tot 2022 werd de wijnmuur over een lengte van 120 meter teruggebracht in de oorspronkelijke toestand door lokale inwoner Marc Elsen. Elsen is een rechtstreekse afstammeling van wijngaardier Jean Théodore Wéry, die in 1815 aan de basis van de bouw lag. De oorspronkelijke wijze van stapelen van de ijzerzandstenen bleek onvoldoende om een langdurige stabiliteit van de wijnmuur te garanderen. Bij de restauratietechniek werd daarom bijkomend gebruikgemaakt van de Keltische/Gallische bouwwijze van verdedigingsmuren (murus Gallicus), waarbij de Keltische site in het Franse Bribacte als voorbeeld diende.

## Erkenning

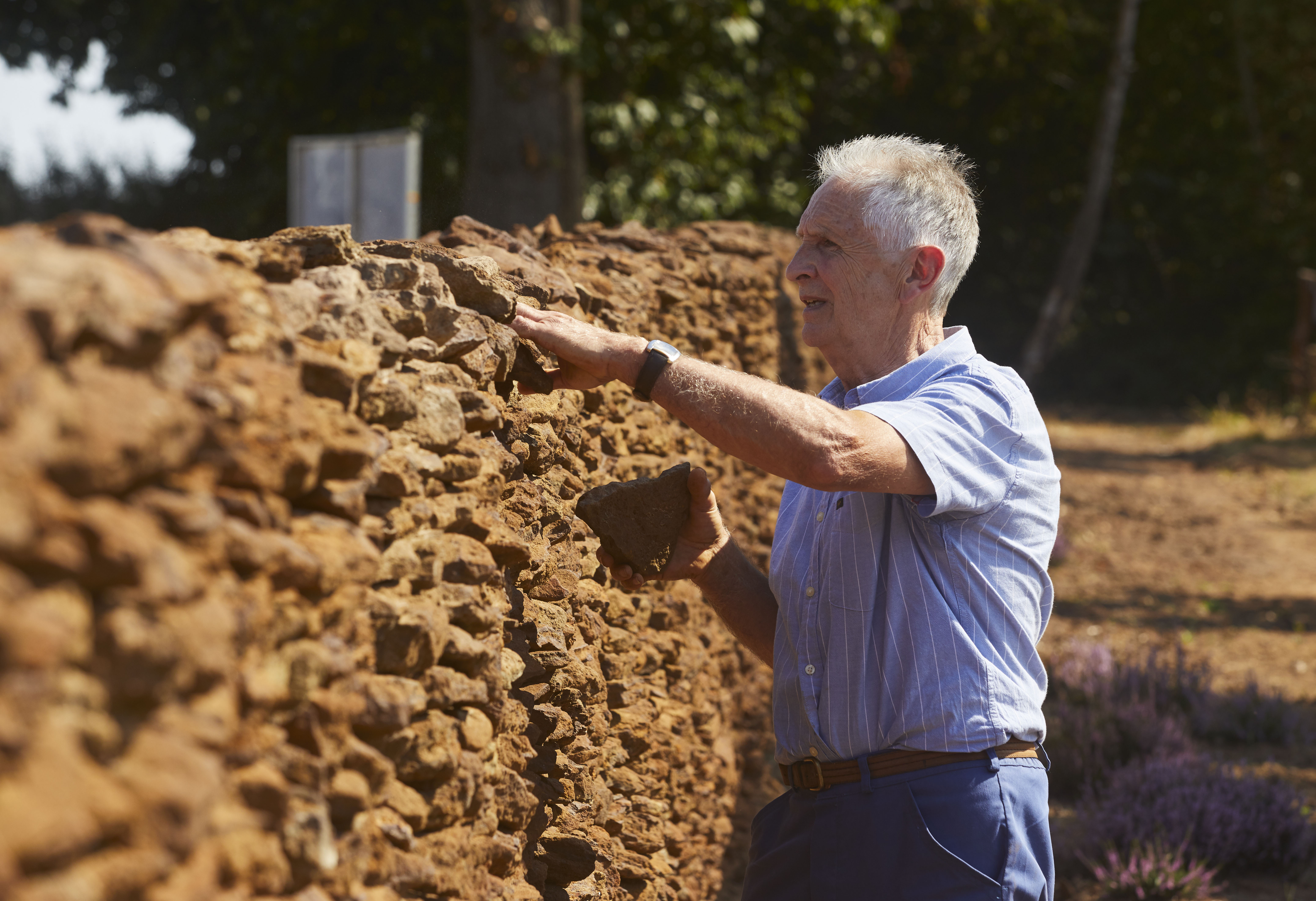
Marc Elsen

De Wijnmuur kreeg de Eervolle Vermelding in het kader van de Onroerenderfgoedprijs 2022. Marc Elsen werd door de jury als een authentiek boegbeeld voor onroerend erfgoed aanzien.

## Trivia
- De naam van het wijndomein Steenen Muur vzw verwijst naar de wijnmuur. Het doel van de vzw is het inrichten en uitbaten van één of meerdere wijngaarden op de Wijngaardberg, het maken van wijn en de organisatie van evenementen rond wijn.[10]
- De muur wordt aangedaan tijdens de Wijngaardbergwandeling vanuit Wezenmaal.[11]